# Campina Verde
Campina Verde là một đô thị thuộc bang Minas Gerais, Brasil. Đô thị này có diện tích 3663,418 km², dân số năm 2007 là 18680 người, mật độ 5 người/km².